# Starý mládenec

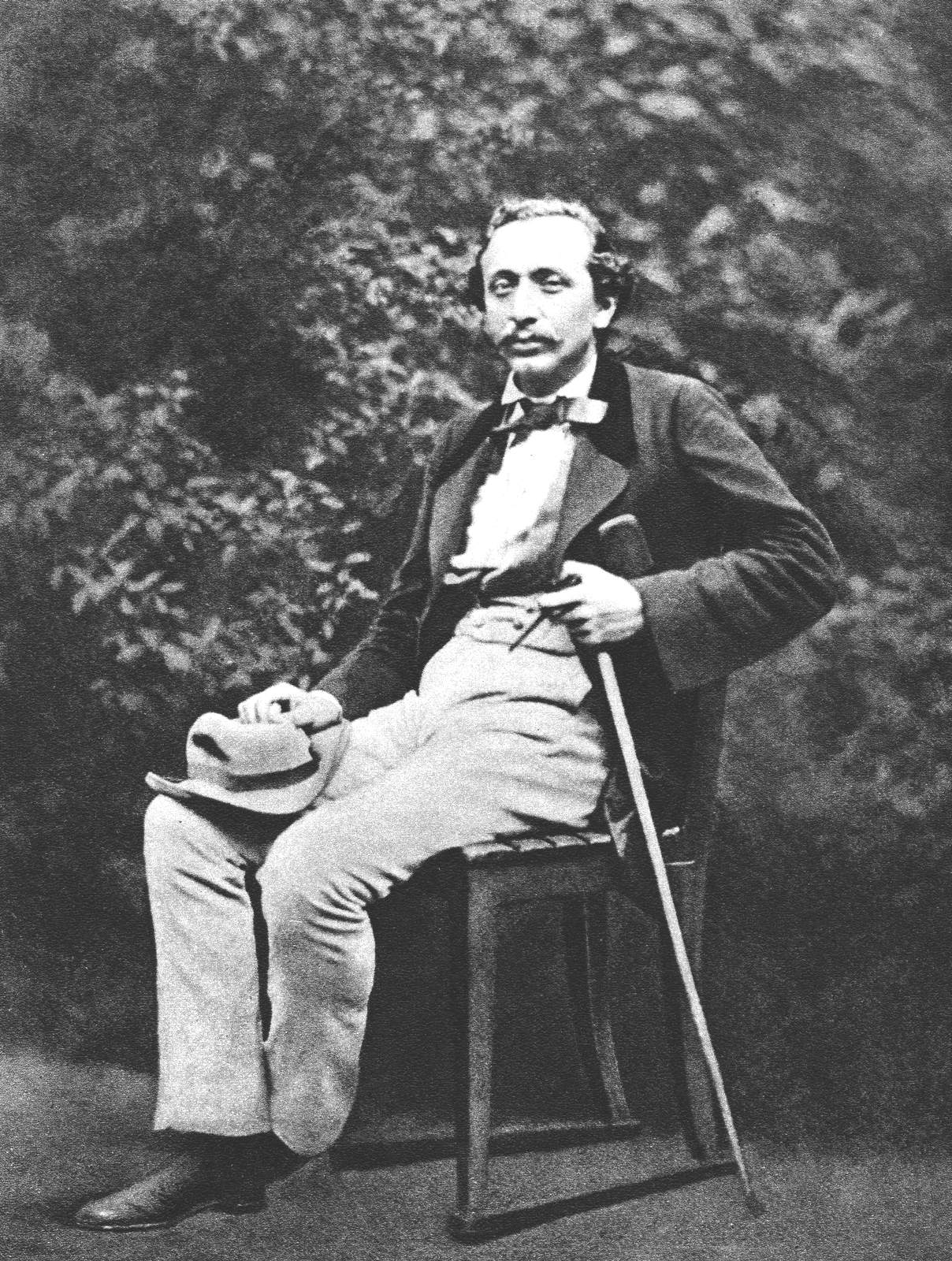
Starý mládenec Jan Neruda

Starý mládenec je dospělý muž, který nebyl nikdy ženatý. Termín bývá vyhrazen[zdroj?] mužům, kteří nehledají manželku nebo partnera/ku. Sociologové Richard Pitt a Elizabeth Borland podali definici starého mládence jako „muže, který žije samostatně, nezávisle na rodičích či jiné instituci a který ani není ženatý, ani nekohabituje (nežije s někým na hromádce).“

## Užití výrazu a původ v angličtině
V angličtině existuje i termín „zapřisáhlý starý mládenec“ (confirmed bachelor), který byl od viktoriánské éry chápán jako eufemismus pro gaye. V češtině se výraz v tomto smyslu neužívá. Je užíván i pro heterosexuální muže, kteří jednoznačně nejeví zájem o svatbu.
„Žádoucí starý mládenec“ (eligible bachelor) je v angličtině všeobecně používaný termín, který označuje volné muže, vhodné ke svatbě. Klasickou představu takového muže ztělesňuje filmový představitel agenta 007 James Bond. V češtině je používání tohoto spojení řídké.
Slovo baccalarius v latině označovalo vazala, ve staré francouzštině „bachelier" znamenal panoš. Slovo přešlo do angličtiny a znamenalo od roku 1300 nejnižší stupeň rytířství.
Bachelor ve významu neženatý muž se používalo od roku 1385, pro ženy se používalo od téže doby bachelorette, což nahradilo dřívější bachelor-girl.

## Důvody staromládenectví
Ke staromládenectví mohou muže vést následující důvody:[zdroj?]
- Ekonomická situace – neschopnost zabezpečit ekonomicky partnerku a případné děti
- Romantická láska – neopětovaná, nenaplněná láska
- Pracovní orientace a hobby – celoživotní orientace na vyhraněný zájem
- Péče o rodinu (otce, matku, příbuzné)
- Promiskuita

## Citát
Blumfeld, starši mládenec, stoupal jednoho večera nahoru do svého bytu, což byla namáhavá práce, neboť bydlel v šestém poschodí. Stoupaje do schodů pomyslel si, jako poslední dobou častěji, jak protivný je tenhle naprosto osamělý život, že teď musí potají vyšlapat těch šest pater, nahoře pak přijde do svého prázdného pokoje, tam si zase potají oblékne župan, zapálí dýmku, trochu si počte v jednom francouzském časopise... Blumfeld by velice uvítal nějakého průvodce, nějakého diváka při těchto činnostech. Uvažoval, jestli by si neměl opatřit nějakého psíka. Takové zvíře je veselé a především vděčné a věrné... Ovšemže pes má i své nevýhody. I když je držen k sebevětší čistotě, přece jen zaneřádí pokoj... Nečistotu v pokoji však zase nesnáší Blumfeld, čistota pokoje je pro něho něco nepostradatelného...

I zůstane tedy Blumfeld přece jen sám, nemá choutky staré panny, která chce mít ve své blízkosti nějakou podřízenou živou bytost, již smí chránit, k níž může být něžná, již chce ustavičně obsluhovat, takže jí stačí kočka, kanárek nebo dokonce i zlaté rybičky. A není-li ani to, spokojí se i s květinami za oknem. Naproti tomu Blumfeld chce mít jen průvodce, nějaké zvíře, o než by se nemusel příliš starat, jemuž by tu a tam neuškodil kopanec, jež by v nejhorším mohlo i přespat na ulici, jež by však, kdyby se Blumfeldovi zachtělo, bylo ihned k dispozici se štěkotem, skákáním, olizovaním ruky. Takového něco chce Blumfeld, jelikož by to však, jak nahlíží, nemohl získat bez příliš velkých nevýhod, raději se toho vzdá, ovšem – protože je povahy důkladné – přece jen čas od času, například dnes večer, se k těmto úvahám vracívá.
Franz Kafka

## Významné české osobnosti
- Petr Bezruč
- Svatopluk Čech
- Jaroslav Foglar
- Emanuel Chalupný
- Franz Kafka
- Jiří Karásek ze Lvovic
- Ladislav Klíma
- Josef Kořenský
- Jan Neruda

## Filmové postavy
- Andula vyhrála – bohatý starý mládenec Pavel Haken (Hugo Haas) prchá před pozorností vdavekchtivých žen
- Cesta do hlubin študákovy duše – profesor přírodopisu Matulka (Jindřich Plachta), starý mládenec a věčný suplent skládá zkoušku
- Dívka v modrém – starý mládenec, notář Jan Karas (Oldřich Nový) je zamilovaný do dívky z obrazu
- Jak na věc – bohatý, svobodný, bezdětný a bezstarostný starý mládenec (Hugh Grant) se octne v roli pěstouna
- Kolja – starému mládenci Františkovi Loukovi (Zdeněk Svěrák) zůstane po fingované svatbě dítě ruské manželky
- Kruté radosti – starý mládenec Karel (Ondřej Vetchý) se odmítne přiznat ke své dceři
- Lepší pozdě nežli později – Harry Sanborn (Jack Nicholson) stárnoucí playboy si uvědomí svůj věk
- Lepší už to nebude – mrzoutský starý mládenec Melvin (Jack Nicholson) vystupuje ze své ulity
- Nejlepší je pěnivá – starý mládenec Vincent (Josef Poláček) žije v domácnosti se svou matkou
- Podivné odpoledne doktora Zvonka Burkeho – starý mládenec, lidumil Dr. Burke (Boleslav Polívka) brání svůj byt
- Sladké starosti – skromný starý mládenec Šimon (Emil Horváth, ml.) se stává obětí svého okolí a vdavekchtivých žen
- Stará panna – Gabriel Marcassus (Philippe Noiret) je starý mládenec se sblíží s upjatou starou pannou (Annie Girardot)
- Taková normální rodinka – starý mládenec Koníček (Oldřich Nový) a jeho námluvy
- Zákon přitažlivosti – zapříiáhlý starý mládenec Daniel Rafferty (Pierce Brosnan) se nechá po bujné noci oddat s kolegyní právničkou
- Zlomené květiny – zapřisáhlý starý mládenec (Bill Murray) zjistí, že má syna

## Románové postavy
- Benedick (William Shakespeare, Mnoho povyku pro nic, 1599)
- Pan Brownlow – (Charles Dickens, Oliwer Twist, 1838)
- Starý mládenec všeho štěstí vejlupek (Jan Neruda, Povídky malostranské/Týden v tichém domě, 1878)
- Bratranec Pons (Honoré de Balzac, Bratranec Pons, 1879)
- Sherlock Holmes (Arthur Conan Doyle, 1887)
- Matěj Brouček (Svatopluk Čech, 1890)
- Profesor Higgins (George Bernard Shaw, Pygmalion,1912)
- Blumfeld (Franz Kafka, Blumfeld, starší mládenec, 1915)
- Hercule Poirot (Agatha Christie, 1920)
- Josef Švejk, (Jaroslav Hašek, Osudy dobrého vojáka Švejka za světové války, 1921 – 1923)
- Josef K. (Franz Kafka, Proces, 1925)
- Detektiv Klubíčko (Emil Vachek, 1928)
- Jiří Mánek (Jaroslav Havlíček,Ta třetí, 1939)
- Latinář Havlík (Jan Drda, Vyšší princip, soubor povídek Němá barikáda, 1946)
- Jára Cimrman
- Theodor Mundstock (Ladislav Fuks, Pan Theodor Mundstock, 1963)
- Monte Walsh (Jack Schaefer, Muž se srdcem kovboje, 1963)
- Strýček Oswald (Roald Dahl, Můj strýček Oswald, 1979)
- Ignác Reily (John Kennedy Toole, Spolčení hlupců, 1980)
- „Vědec“ (Gabriel García Márquez, Na paměť mým smutným courám, 2004)